# Skullage
Skullage es un álbum recopilatorio de la agrupación estadounidense Black Label Society. Algunas versiones del álbum incluyen un DVD con vídeoclips y presentaciones en vivo.

## Lista de canciones
1. "Machine Gun Man" – 4:57 (Pride and Glory)
2. "Dead as Yesterday" – 2:51 (Book of Shadows)
3. "All For You" - 4:00 (Stronger Than Death)
4. "13 Years of Grief" – (Stronger Than Death)
5. "Bleed for Me" – (1919 Eternal)
6. "Doomsday Jesus" – (The Blessed Hellride)
7. "Stillborn" – (The Blessed Hellride)
8. "Won't Find It Here" - (Hangover Music Vol. VI)
9. "Suicide Messiah" - (Mafia)
10. "In This River" - (Mafia)
11. "Fire It Up" - (Mafia)
12. "New Religion" - (Shot to Hell)
13. "Slightly Amped Instrumental Intro" (acústica)
14. "The Blessed Hellride" (acústica)
15. "Spoke in the Wheel" (acústica)
16. "Stillborn" (acústica)